# Chaetura
Chaetura ist eine Vogelgattung in der Familie der Segler (Apodidae). Teilweise wird im Deutschen für diese Gattung auch der Trivialname Eigentliche Stachelschwanzsegler verwendet. 
Die Gattung umfasst neun kleine Seglerarten, sieben davon sind auf die neotropische Faunenregion beschränkt, während zwei, der Schornsteinsegler und der Graubauchsegler, auch in Nordamerika brüten und im Winter der Nordhalbkugel in die neotropische Region ziehen. 
Die meisten Arten der Gattung nutzen vom Menschen geschaffene Brutplätze, besonders an Schornsteinen und in unterirdischen Schächten. Alle untersuchten Nester der Arten dieser Gattung waren sehr ähnlich: eine flache,  an einer senkrechten Fläche angebrachte Mulde, geformt aus dünnen, mit Speichel verklebten Zweigen.

## Merkmale
Die Körperlänge liegt zwischen 10 und 14 Zentimetern. Das Gefieder der Arten ähnelt sich sehr. Die Oberseite ist einheitlich dunkel mit Ausnahme eines blasser gefärbten Bürzels, manche Arten zeigen zudem blassere Oberschwanzdecken. Die Unterseite ist normalerweise nur an Kehle und Brust blasser, bei zwei Arten aber auch an den Unterschwanzdecken. 
Die Form der Flügel ist typisch für die Tribus Chaeturini, die äußeren Handschwingen sind deutlich gebogen, die inneren Handschwingen und die Armschwingen sind sehr dicht. Der Schwanz ist kurz und gerade abgeschnitten, der Kopf steht beinahe genau so weit vor wie der Schwanz, was den klassischen Eindruck einer „Zigarre mit Flügeln“ ergibt. 

## Systematik
Die Gattung Chaetura umfasste ursprünglich weit mehr Arten. David Lack bildete Untergruppen für die damals artenreiche Gattung  und orientierte sich dabei an der Gefiederfärbung und der Verbreitung, allerdings ohne diese Untergruppen zu benennen. R. K. Brooke teilte 1970 die Gattung entsprechend dem Vorschlag Lacks auf und führte die zusätzlichen Gattungen Zoonavena, Telacanthura, Rhaphidura und Neafrapus ein.
Die innere Systematik der nun verkleinerten Gattung ist weiterhin sehr umstritten. Das größte Problem ist der Status einiger Unterarten des Graubürzelseglers, die auch dem Blaßbürzelsegler sehr ähneln und dessen Artstatus in Frage stellen. Von M. A. Marin wurde 1997 vorgeschlagen, dass es sich bei C. chapmani viridipennis und C. andrei meridoonalis um eigenständige Arten handelt, was aber noch nicht allgemein anerkannt ist. Auch C. spinicauda fumosa wird von einigen Autoren als eigenständige Art gesehen.
Die folgenden Arten werden der Gattung zugerechnet:
- Dornensegler (Chaetura spinicauda)
- Antillensegler (Chaetura martinica)
- Graubürzelsegler (Chaetura cinereiventris)
- Blaßbürzelsegler (Chaetura egregia)
- Schornsteinsegler (Chaetura pelagica)
- Graubauchsegler (Chaetura vauxi)
- Chapmansegler (Chaetura chapmani)
- Stutzschwanzsegler (Chaetura brachyura)
- Grauschwanzsegler (Chaetura andrei)